# Metropolis Software
Metropolis Software — польская компания-разработчик компьютерных игр.

## История
Metropolis Software была основана в 1992 году.
Их игра 1993 года «Tajemnica Statuetki» стала первой польской приключенческой игрой. После выпуска в 1999 году стратегии «Gorky 17» компания потеряла большу́ю часть разработчиков.
В феврале 2008 года Metropolis Software была куплена компанией CD Projekt Investment. Генеральный директор Metropolis Software Гжегож Меховский (пол. Grzegorz Miechowski) назвал слияние с CD Projekt отличным шансом для своей компании стать разработчиком с наибольшим потенциалом в восточной части Европы.

### Закрытие компании
26 октября 2009 года появились сведения о том, что компания Metropolis Software закрыта, её сотрудники расформированы, а разработка шутера They, текущего проекта компании, остановлена. Согласно данным сайта GameBanshee, который и опубликовал данную информацию, Metropolis Software, купленная компанией CD Projekt Investment в феврале 2008 года, постепенно уменьшала количество своих сотрудников, доведя их до десяти человек к сентябрю 2010 года. После этого, сразу перед сделкой с компанией Optimus, которая купила CD Projekt Investment, последняя закрыла Metropolis Software, уволила её сотрудников или предложила им работу в CD Projekt Investment и/или её филиалах. На официальный запрос по этому поводу CD Projekt Investment ответила следующим образом:

Так как транзакции между CDP Investment и Optimus всё ещё продолжаются, то мы не комментируем никакую информацию о настоящей и будущей ситуации любой компании из группы CD Projekt.
Оригинальный текст (англ.)As the transaction between CDP Investment and Optimus is in progress, we do not comment on any information about the present or future situation in any company of the CD Projekt group.

## Сотрудники
- Гжегож Меховский (пол. Grzegorz Miechowski) — генеральный директор
- Пшемыслав Маршал (пол. Przemysław Marszał) — арт-директор

## Разработанные игры
| Оригинальное название                       | Российское название                 | Платформа                             | Жанр                                 | Дата выхода               | Совместно с |
| ------------------------------------------- | ----------------------------------- | ------------------------------------- | ------------------------------------ | ------------------------- | ----------- |
| Tajemnica Statuetki (рус. Тайна Статуэтки)  | не издавалась                       | DOS (PC)                              | Квест от первого лица                | 12 февраля 1993 года      | —           |
| Teenagent                                   | не издавалась                       | DOS (ПК), Amiga (ПК)                  | Квест                                | 26 февраля 1994 года      | —           |
| Katharsis                                   | не издавалась                       | DOS (ПК)                              | Аркада, шутер                        | 6 июня 1997 год           | —           |
| Książę i tchórz (рус. Принц и трус)         | официально не издавалась            | Windows (ПК)                          | Квест                                | 10 апреля 1998 года       | —           |
| RoboRumble (рус. РобоДрака)                 | не издавалась                       | Windows (ПК)                          | Стратегия в реальном времени         | Июнь 1998 года            | —           |
| Gorky 17: Odium                             | Горький-17: Запретная зона          | Windows (ПК)                          | Пошаговая стратегия с элементами РПГ | 10 ноября 1999 года       | —           |
| Two Worlds (игра, 2000) (рус. Два Мира)     | не издавалась                       | Windows (ПК)                          | Компьютерная ролевая игра            | 2000 год // проект закрыт | —           |
| Archangel                                   | Архангел                            | Windows (ПК)                          | Экшн с элементами РПГ                | 17 октября 2002 года      | —           |
| Gorky Zero: Beyond Honor                    | Горький Зеро: Фабрика рабов         | Windows (ПК)                          | Экшн                                 | 9 сентября 2003 года      | —           |
| Aurora Watching: Gorky Zero                 | Горький Зеро 2: В лучах Авроры      | Windows (ПК)                          | Экшн                                 | 7 августа 2005 года       | —           |
| Ski Springen Winter 2006                    | Чемпион трамплина. Зимние игры 2006 | Windows (ПК)                          | Спортивный симулятор                 | Ноябрь 2005 года          | —           |
| Infernal (ранее Diabolique: License to Sin) | Infernal: Дьявольщина               | Windows (ПК), Xbox 360                | Экшн от третьего лица                | 8 апреля 2007 года        | —           |
| They Рабочее название (рус. Они)            | неизвестно                          | Windows (ПК), PlayStation 3, Xbox 360 | Шутер от первого лица                | Заморожен                 | —           |